# Нойхойзель
Нойхойзель (нем. Neuhäusel) — община в Германии, в земле Рейнланд-Пфальц. 
Входит в состав района Вестервальд. Подчиняется управлению Монтабаур.  Население составляет 1971 человек (на 31 декабря 2010 года). Занимает площадь 1,67 км².